# Міхешу-де-Кимпіє
Міхешу-де-Кимпіє (рум. Miheșu de Câmpie) — село у повіті Муреш в Румунії. Адміністративний центр комуни Міхешу-де-Кимпіє.
Село розташоване на відстані 291 км на північний захід від Бухареста, 34 км на північний захід від Тиргу-Муреша, 44 км на схід від Клуж-Напоки.

## Населення
За даними перепису населення 2002 року у селі проживали 1514 осіб.
Національний склад населення села:
| Національність | Кількість осіб | Відсоток |
| -------------- | -------------- | -------- |
| румуни         | 1116           | 73,7%    |
| угорці         | 201            | 13,3%    |
| цигани         | 196            | 12,9%    |

Рідною мовою назвали:
| Мова      | Кількість осіб | Відсоток |
| --------- | -------------- | -------- |
| румунська | 1307           | 86,3%    |
| угорська  | 182            | 12,0%    |
| циганська | 24             | 1,6%     |